# Ezio Acchini
Ezio Acchini (Nonsard-Lamarche, 2 gennaio 1922 – Varese, 17 gennaio 1985) è stato un canottiere italiano.

## Biografia
Era cugino del canottiere Mario Acchini.
Nel 1947 vinse la medaglia d'oro nell'otto ai campionati europei di Lucerna 1947.
All'età di ventisei anni rappresentò l'Italia ai Giochi olimpici di Londra 1948, nell'otto con Luigi Gandini, Mario Acchini, Bonifacio De Bortoli, Angelo Fioretti, Fortunato Maninetti, Enrico Ruberti, Pietro Sessa e il timoniere Bardelli, passando la sua batteria al primo posto, con il tempo di 6'03"8, e uscendo in semifinale col secondo posto col tempo di 6'52"1.
Agli europei di Amsterdam 1949 vinse un altro oro nell'otto.

## Palmarès
- Europei

Lucerna 1947: oro nell'8
Amsterdam 1949: oro nell'8